# Gesteeld goudkussentje
Het gesteeld goudkussentje (Perichaena pedata) is een slijmzwam behorend tot de familie Trichiidae. Het groeit saprotroof op kruidachtige plantdelen in akkers, ruige, bermen, steden en parken.

## Verspreiding
In Nederland komt het gesteeld goudkussentje uiterst zeldzaam voor.